# Aleksandr Gołowanow
Aleksandr Jewgieniewicz Gołowanow (ros. Александр Евгеньевич Голованов; ur. 25 lipca?/7 sierpnia 1904 w Niżnym Nowogrodzie, zm. 22 września 1975 w Moskwie) – radziecki pilot cywilny i wojskowy, od sierpnia 1944 główny marszałek lotnictwa ZSRR, funkcjonariusz służb specjalnych, deputowany do Rady Najwyższej ZSRR.

## Dzieciństwo i młodość
Urodził się w Niżnym Nowogrodzie. W wieku 14 lat wstąpił do Armii Czerwonej i walczył na froncie wojny domowej w Rosji, w tym w wywiadzie wojskowym w 59 Pułku Strzeleckim. Zdemobilizowany w 1920, od 1924 przeszedł do organów bezpieczeństwa (OGPU, następnie NKWD). Od 1929 był członkiem partii komunistycznej WKP(b). W 1932 ukończył szkołę lotniczą. Zajmował się też uprawianiem wyczynowego sportu, jeżdżąc m.in. na motocyklu czy pilotując samoloty. Brał udział w ogólnozwiązkowych zawodach motorowych.

## W stalinowskiej „Kontroli”
Po zwróceniu na siebie uwagi ówczesnego przywódcy ZSRR Józefa Stalina został przeniesiony do nieformalnych organów kontroli, zajmujących się ochroną wodza i kontrolowaniem służb specjalnych, aby te nie mogły mu zagrozić, ani też przejawiać jakiejkolwiek samowoli. Był osobistym ochroniarzem, pilotem i śledczym Stalina. Często, w latach terroru lat 30., przywoził ze sobą do Moskwy (sam Stalin nigdy nie latał) nowych działaczy z awansu na odpowiedzialne stanowiska oraz tych, których miano wkrótce aresztować. Słynny ów samolot nazywał się Stalinowski Szlak (Stalinskij marszrut), a jego model stał na biurku dyktatora. Oficjalnie, od 1932 był pilotem lotnictwa cywilnego, a od 1938 do 1941 szefem-pilotem linii Aerofłot. Brał udział w walkach granicznych radziecko-japońskich nad rzeką Chalchyn gol w Mongolii w 1939 – jego zadanie polegało na dyskretnej kontroli dowodzącego operacją marszałka Gieorgija Żukowa oraz organizowaniu dywersji na tyłach wroga. Służył też podczas wojny zimowej 1939–1940.

## W lotnictwie wojskowym
Po wybuchu II wojny światowej odszedł za zgodą Józefa Stalina z tajnych organów i od lutego 1941 służył w lotnictwie wojskowym, początkowo jako dowódca 212 Pułku Bombowego Dalekiego Zasięgu. Jego pierwszym stopniem był podpułkownik, awansował jednak z czasem aż do stopnia głównego marszałka lotnictwa (19 sierpnia 1944). Od sierpnia 1941 był dowódcą 81 Dywizji Bombowej Dalekiego Zasięgu, podporządkowanej naczelnemu dowództwu. Dywizja ta bombardowała m.in. Berlin, Królewiec, Gdańsk i inne strategiczne cele. Od lutego 1942 był dowódcą Lotnictwa Dalekiego Zasięgu (Awiaciju Dalniego Diejstwija), a od grudnia 1944 – 18 Armii Lotniczej. Po wojnie, w latach 1948–1953 Gołowanow służył dalej na stanowiskach dowódczych w lotnictwie bombowym. W 1950 ukończył Wyższą Akademię Wojskową im. K. J. Woroszyłowa w Moskwie.
Zaraz po śmierci Stalina Gołowanow został odwołany ze wszystkich pełnionych stanowisk i przeniesiony do rezerwy.

## Awanse generalskie i marszałkowskie
- generał major lotnictwa[2];
- generał porucznik lotnictwa[3];
- generał pułkownik lotnictwa[4];
- marszałek lotnictwa[5];
- główny marszałek lotnictwa[6].

## Odznaczenia
- Order Lenina – dwukrotnie (1940, 1941)
- Order Czerwonego Sztandaru – trzykrotnie (1939, 1944, 1949)
- Order Suworowa I klasy – trzykrotnie (1943, 1945, 1945)
- Order Czerwonej Gwiazdy (1968)
- Medal „Za Odwagę” (1967)
- Medal „Partyzantowi Wojny Ojczyźnianej” I stopnia (1943)
- Medal „Za obronę Moskwy” (1944)
- Medal „Za obronę Stalingradu” (1944)
- Medal „Za zdobycie Królewca” (1945)
- Medal „Za zdobycie Berlina” (1945)
- Medal „Za zwycięstwo nad Niemcami w Wielkiej Wojnie Ojczyźnianej 1941–1945” (1945)
- Order Suche Batora (Mongolia)
- Order Czerwonego Sztandaru (Mongolia)
- Order Zasług Bojowych (Mongolia)
- Order Krzyża Grunwaldu I klasy (Polska)
- I inne

## W fikcji
Jedna z postaci trzech powieści Wiktora Suworowa, tj. Kontroli, Wyboru i Żmijojada, Aleksander Chołowanow, jest wzorowany na Gołowanowie, podobnie jak sama Kontrola na owych nieformalnych organach, w których pod bokiem Stalina pracował.